# 시리베시국

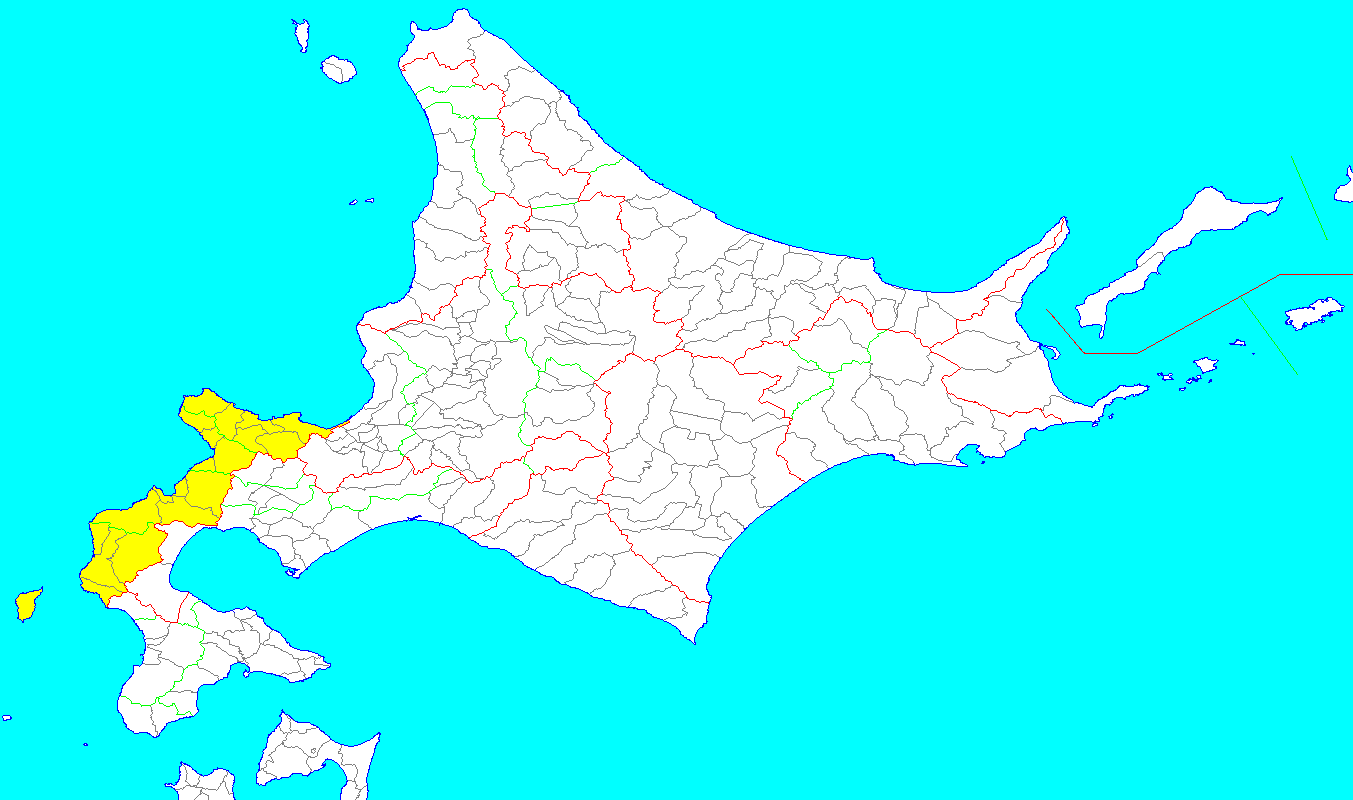
시리베시 국

시리베시국(일본어: 後志国 시리베시노쿠니[*])는 메이지 시대에 설치되었던 일본의 구니이다. 현재의 시리베시 지청에서 아부타 군과 오타루시를 뺀 대부분 지역에 히야마 지청의 북부 일부를 포함한다.